# Montigny-Lencoup
Montigny-Lencoup is een gemeente in het Franse departement Seine-et-Marne (regio Île-de-France) en telt 1225 inwoners (1999). De plaats maakt deel uit van het arrondissement Provins.

## Geografie
De oppervlakte van Montigny-Lencoup bedraagt 20,2 km², de bevolkingsdichtheid is 60,6 inwoners per km².
De onderstaande kaart toont de ligging van Montigny-Lencoup met de belangrijkste infrastructuur en aangrenzende gemeenten.

## Demografie
Onderstaande figuur toont het verloop van het inwonertal (bron: INSEE-tellingen).